# 생명의 나무 (과학)

데이비드 힐스가 제시한 모든 종을 나타낸 생명의 나무

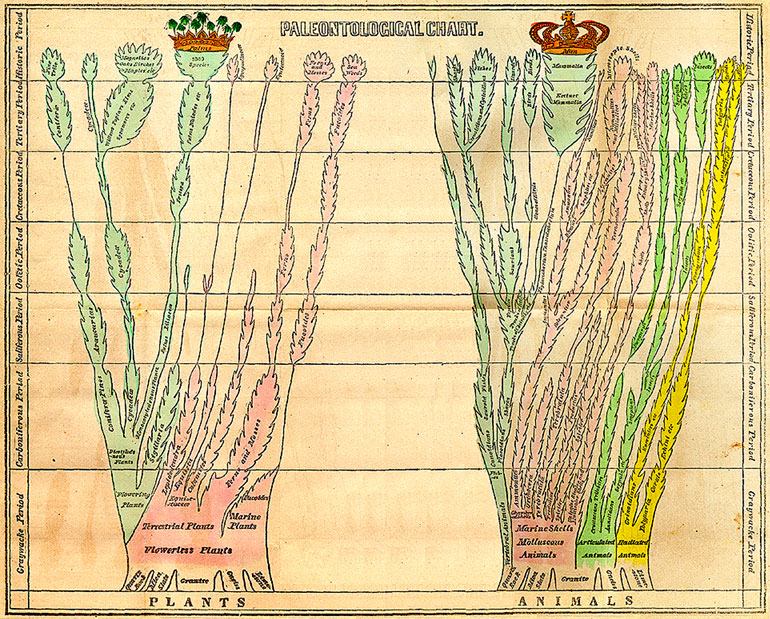
에드워드 히치콕의 《지질학개론》에 삽입된 생명의 나무 (1840년)

《생물 자연사의 흔적》에 수록된 계통도 (1844년)

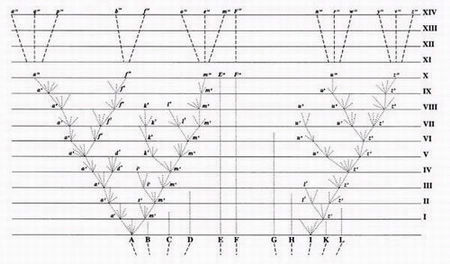
찰스 다윈이 《종의 기원》에서 제시한 생명의 나무. (1859년)

생명의 나무(영어: tree of life)는 지금까지 지구에서 살고 있거나 멸종된 모든 생물종의 진화 계통을 나타낸 계통수이다. 진화계통수라고도 한다. 찰스 다윈이 공통조상에서 종분화를 거쳐 여러 종들이 갈라져 나오는 생물다양성을 설명하기 위해 도입하였다.

## 초창기 생명의 나무
생물의 계통을 표시하기 위해 수형도를 그리기 시작한 것은 1800년대부터이다. 1801년 프랑스 식물학자 오귀스탱 오지(Augustin Augie)는 식물의 계통도를 작성하였다.
장바티스트 라마르크는 《동물 철학》에서 동물의 계통수를 작성하였다. 라마르크의 계통수는 위에서 아래로 발전 단계를 나타낸 것으로 맨위에 벌레를 놓고 맨아래 포유류를 놓았다. 그러나 라마르크는 동물 사이에 공통 조상이 있다고 생각하지는 않았으며, 별개의 여러 계통이 단순한 것에서 복잡한 것으로 진화한 것이라 생각하였다.
미국의 지질학자 에드워드 히치콕은 1840년 자신의 《지질학개론》에 고생물학에 기반한 생명의 나무를 삽입하였다. 히치콕의 계통수는 가로선으로 지질 연대를 구분하였다. 히치콕은 식물과 동물을 별도의 계통수로 구분하였고, 각 계통수 역시 하나의 공통 조상이 아닌 다양한 기원을 표기하였다.
1884년 영국에서 출간된 《생물 자연사의 흔적》(Vestiges of the Natural History of Creation)은 212쪽에 ‘식물과 동물의 발달 가설’을 설명하기 위한 계통수를 수록하였다. 이 계통수에서는 어류(F), 파충류(R), 조류(B)가 각각 순차적으로 분기되고 포유류(M)가 최종적으로 발달된 것으로 표기하고 있다. 이 책은 191쪽에서 각각의 생물이 “분기”되었을 것이라고 추정하고 있으나 다른 부분에서 이를 다시 언급하지는 않았다.
찰스 다윈이 《종의 기원》을 출간하기 1년 전인 1858년, 하인리히 게오르그 브론은 진화계통수를 표시한 가설을 발표하였다. 그러나, 브론은 가설에서 진화의 작동 기제를 밝히지는 않았다.

## 다윈의 생명의 나무
찰스 다윈은 《종의 기원》 제4장 〈자연선택〉에서 종의 이름을 표기하지 않은 계통수를 제시하였다. A에서 L까지 임의로 부여된 종들이 시간의 경과에 따라 더 많은 종들로 분화되는 것을 나타낸 이 계통수를 통해 다윈은 “처음에는 동일한 종 안의 작은 차이에서 출발한 분화는 세대를 거듭할수록 큰 차이를 나타내게 되며 결국 서로 다른 종으로 분화하게 된다”고 설명하였다. 1872년 찰스 다윈은 자신이 제시한 생명의 나무에 대해 다음과 같이 설명하였다.

친연 관계에 있는 모든 생물들은 하나의 나무로서 나타낼 수 있다고 확신한다. 잎이 달린 새로 돋은 가지로 현존 생물을 나타낼 수 있고, 이들은 멸종한 종들의 오래된 후손이다. 시대를 거듭할수록 더 많은 가지들이 뻗어 나가고 가장 위에 현존하는 생물만이 나타나게 된다.

## 헤켈의 생명의 나무
에른스트 헤켈은 여러 차례에 걸쳐 생명의 나무를 그렸다. 그는 1879년 《인간의 진화》에서 진화계통도의 정점에 인간을 표기한 생명의 나무를 삽입하였다.
|  |

## 현대 진화 이론
현대 생물학에서는 생물의 가장 큰 분류를 3 개, 또는 4 개,로 나눈다. 3개로 나눈 분류법에 따르면 모든 생물의 공통 조상에서 분화된 생물은 세균, 고균, 진핵생물로 구분된다. 모든 동물과 식물을 포함하는 진핵생물의 진화계통수에서는 생물종의 분화에 대해 생명의 나무와 같은 설명이 여전히 유효하다. 그러나, 세균과 고균의 영역에서는 수평적 유전자 이동 현상이 발견되어 더 이상 수형도로 분기를 나타내는 것이 유효하지 않다.
수평적 유전자 이동은 서로 다른 종이라 할 지라도 유전자가 직접 전달되는 현상으로, 이 경우 진화계통도는 서로 가지가 맞붙어 그물 모양이 된다.(아래의 그림 참조)
|  |

## 같이 보기
- 세균 문
- 분지학
- 공통 조상
- 가계도
- 세포 내 공생설
- 생명의 나무 웹 프로젝트